# Старий Рінкранк
Старий Рінкранк — німецька казка, зібрана братами Грімм та опублікована в Казках братів Грімм, 6-е вид. (нім. Kinder- und Hausmärchen). 

## Історія
Цієї казки не було в колекції Грімм до шостого видання. Згідно з записами братів, вони знайшли її у Фризькому архіві почесної довіри, написаному на фрізькому діалекті. Його було важко тлумачити та перекласти. Деякі з частин казки тлумачили по-різному.

## Сюжет
Король, який має скляну гору, заявляє, що той, хто зміряє її нахил, зможе вийти заміж за його дочку. Принцеса вирішує допомогти одному з наречених. Принцеса та її залицяльник піднімаються, принцеса ковзає; скляна гора відкривається і ковтає її. Вона зустрічається зі старим Рінкранком у печері, в яку вона потрапляє. Він пропонує їй смерть або рабство.
Як його рабиня, вона миє його посуд, застеляє його ліжко та старіє. Він називає її Матір Мансрот. Кожен день старий Рінкранк виймає свою драбину з кишені, щоб піднятися на вершину гори, і піднявшись витягує її за собою. Кожного вечора він повертається з золотом і сріблом, щоб поповнити свою колекцію.
Одного разу Матір Мансрот миє його посуд, застеляє його ліжко, потім закриває всі двері та вікна, крім одного маленького вікна. Вона відмовляється відкривати, коли Рінкранк повертається. Він заглядає через маленьке вікно, щоб подивитися, що вона робить, а вона зачиняє вікно, схопивши Рінкранка за бороду. Опинившись у пастці, він має віддати драбину.
Після сходження на вершину гори вона визволяє його, потягнувши за довгу мотузку. Повернувшись до свого батька зарученою, вона розповідає, що сталося з нею. Цар засуджує старий Рінкранка до смерті, забравши своє золото і срібло. Принцеса, нарешті, одружується; пара живе у пишноті та радості.